# Carole Samaha
Pour les articles homonymes, voir Samaha.
Carole Samaha (en arabe : كارول سماحة) est une chanteuse et actrice libanaise née à Beyrouth le 25 juillet 1972.

## Biographie
Carole Samaha est issue d'une famille libanaise chrétienne
grecque catholique. Elle fait ses études à l'Université Saint Joseph de Beyrouth où elle obtient un diplôme en réalisation en 1999. Elle fait ses débuts comme actrice avant de se tourner vers la musique où elle obtient un succès massif dans tout le monde arabe.
Le 1er novembre 2013, elle épouse Walid Mustafa, homme d'affaires égyptien, lors d'une cérémonie civile à Limassol, à Chypre. Le 31 août 2015, elle donne naissance à une petite fille, Tala. Depuis 2014, Samaha réside en Égypte avec son mari. 
Ses plus célèbres succès incluent Ettala' Fiya, Ghaly Aalayi ou Habib Albi.
Elle collabore beaucoup avec le chanteur libanais Marwan Khoury.
Carole Samaha a produit six albums:

## Discographie

### Premier album –Helm(2003)
- Kif
- Ghariba
- Metl el Helm
- Ana Min Dounak
- Habibi Albi
- Etalaa' Fiya
- Raje'aa
- Adaych

### Deuxième album –Ana Hourra(2004)
- Wihyat Hawana
- Ghali Alayi
- Houb Al Rouh
- Habbayt Dil Waet
- Law Fiyi
- Kida Ala Toul
- Ana Hourra
- Kif Baddi Eish
- Habibi Ya
- Nezlet Essetarah
- Mouweli

### Troisième album –Adwa' ash-Shohra(2006)
- Esm'a Anni
- Ya Asbi
- Ya Habibi Tzakkar
- Wehyatak
- Adwa'a ash-Shohra
- Zaalani Mennak
- Mashghool Bali
- Etazalt El Hob

### Quatrième album –Hdoudi El-Sama(2009)
1. "Ragaalak" 4:06
2. "Hdoudi Sama" 3:34
3. "Ma Bkhaf" 3:29
4. "Khallik Bhalak" 4:00
5. "A'oul Anssak" 3:35
6. "Nadeyt" 3:20
7. "Minn Allak" 3:19
8. "Awel Ma Abeltak" 4:48
9. "Aala Sawtak" 3:16
10. "Majnouni (Jeet)" 3:52
11. "Ali" 3:33
12. "Yama Layali" 4:46
13. "Zabehni" 3:46

### Cinquième album -Ehsas(2013)
1. "Ana Geet"
2. "Ehsas"
3. "El Afrah"
4. "Hakhounak"
5. "Inta Tifl Kbir"
6. "Khedni Maak"
7. "Ma Bnethamelsh Baad"
8. "Mosh Maakoul"
9. "Mosh Tay'ak"
10. "Ohdounni"
11. "Weta'awadet"
12. "Waheshny Belady"
13. "Youmein Shahrein"

### Sixième album -Zekrayati(2016)
1. "Ana Sahrak"
2. "Mokhlesa"
3. "Aziza"
4. "Sohabi"
5. "Rouh Fell"
6. "Ya Leil Nassini"
7. "Hayda Adari"
8. "Zekrayati"
9. "Merci"
10. "Ghayart Mabadi"
11. "Lebnani"

## Télévision
- Al Shahroura
- Imra'at al Aser